# Phytoecia icterica
Phytoecia icterica là một loài bọ cánh cứng trong họ Cerambycidae.